# Juana del Signo
Juana del Signo (1787- 1869) fue una patriota argentina. Es considerada una de las Patricias Argentinas.

## Biografía
Juana Pabla del Signo nació en Córdoba, Virreinato del Río de la Plata (Argentina), el 26 de junio de 1787, hija del sargento mayor Francisco del Signo y de Petrona Isabel Echenique.
Su familia adhirió tempranamente a la Revolución de Mayo de 1810. Sus hermanos Norberto Javier, Carlos y Santiago del Signo estuvieron entre los primeros cordobeses que se pronunciaron por el movimiento emancipador. 
Una de las decisiones adoptadas por el cabildo abierto del 25 de mayo de 1810 ordenaba a la Junta Gubernativa disponer el envío de una expedición a las provincias del interior con el objeto formal de asegurar la libertad en la elección de diputados que las representarían en el gobierno. Más allá de esa justificación por otra parte razonable, era preciso evitar con rapidez la formación y consolidación de núcleos contrarrevolucionarios y demostrar a los partidarios en el interior del movimiento emancipador que serían sostenidos con decisión y preservados en sus vidas y hacienda por el nuevo gobierno.
El primer objetivo de la Expedición Auxiliadora sería justamente la provincia de Córdoba, donde se organizaba la resistencia alrededor del héroe de la reconquista Santiago de Liniers.

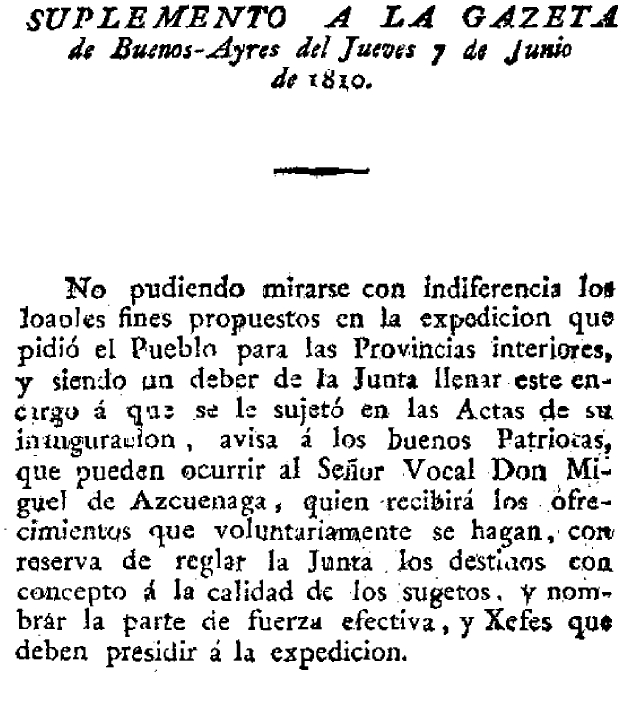
Resolución del 7 de junio de 1810.

El Cabildo del 25 de mayo había asignado recursos para organizar el nuevo ejército: los sueldos del Virrey Baltasar Hidalgo de Cisneros y de otros altos empleados de su administración. No obstante sea por resultar insuficientes o como medio para movilizar y comprometer a los vecinos con la causa se inició una suscripción pública. 
El 7 de junio la Gazeta de Buenos Aires publicó una resolución en los siguientes términos: "No pudiendo mirarse con indiferencia los loables fines propuestos en la expedición que pidió e pueblo para las provincias interiores, y siendo un deber de la Junta llenar este encargo  a que se le sujetó en las actas de su inauguración, avisa a los buenos patriotas que pueden concurrir al señor Vocal don Miguel de Azcuénaga, quien recibirá los ofrecimientos que voluntariamente se hagan, con reserva de reglar la Junta los destinos, con concepto a la calidad de los sujetos y nombrar la parte de fuerza efectiva y jefes que deben presidir la expedición".
Iniciada la formación del Ejército del Norte, el 9 de agosto su hermano Norberto era designado Auditor de Guerra, mientras que Juana del Signo contribuía con dieciséis pesos fuertes a la expedición.
El 17 de enero de 1809 contrajo matrimonio con el capitán Pedro Nolasco Grimau, con el sargento mayor Francisco Mallea en segundas nupcias y en 1830 en terceras con Andrés Avelino  Aramburu, gobernador delegado de Córdoba en 1835.
El 17 de enero de 1809 contrajo matrimonio con el capitán Pedro Nolasco Grimau, con el sargento mayor Francisco Mallea en segundas nupcias y en 1830 en terceras con Andrés Avelino  Aramburu, gobernador delegado de Córdoba en 1835.
Falleció en su ciudad natal el 19 de julio de 1869, dejando una numerosa familia.

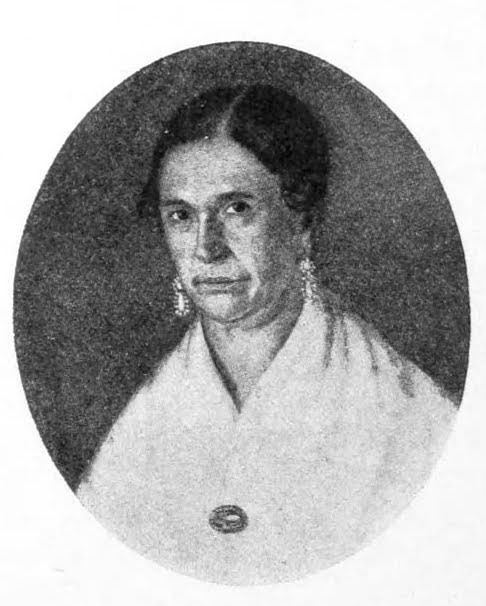
Ilustración para el libro de Adolfo Pedro Carranza, Patricias Argentinas.